# デヒョン
テヒョン（チョン・デヒョン、ハングル表記：정대현 英語表記：Jung Dae-Hyun 漢字表記：鄭大賢、1993年6月28日 - ）は、韓国の歌手である。B.A.Pの元メンバー。釜山広域市出身。身長177cm 体重63kg、血液型A型、家族構成は父、母、兄、カンジ（犬）。

## 来歴
2012年1月8日にMTVのリアリティ番組「Ta-Dah!」でB.A.Pとしてヨンジェ・ジョンオプと共に公開され、デビューした。2019年2月18日にTSエンターテイメントとの専属契約が解除されB.A.Pを脱退。その後同年4月5日に第2章「27」を発売ソロアーティストとしてデビュー。同年10月11日にシングルアルバム『8』を発売。

### 学歴
- 辞職小学校（卒業）
- 辞職中学校（卒業）
- 釜山コンピュータサイエンス高校（中退）
- 崇実サイバー大学在学中

## アルバム

### ミニアルバム
2019年4月5日 1集ミニアルバムChapter2 "27"発売<Happy Dreams（INTRO）>、<わたしを>、<Empty（Feat。 スペクトル在）>、<When You Call」、「お前は私に（Inst。 ）>

### シングルアルバム
- 2017年6月8日 「DAE HYUN x JONG UP」PROJECT ALBUM - PARTY BABY発売<Shadow（Album ver。 ）（Feat。 Zelo）>
- 2018年12月1日 1集デジタルシングル<Baby>発売<Baby>、<Baby（Inst。 ）>
- 2019年10月11日 1集シングルアルバム「Aight」発売Aight（アイト）、感じになり（Bomb）

## アルバム外活動
- 2015年 MBC 「 ミステリー音楽番組覆面歌王」 -ヒット製造機フレッシュマン
- 2016年 MBC 「 デュエット歌謡祭 」